# Karl Böhm
Karl August Leopold Böhm (Graz, 28 de agosto de 1894 – Salzburgo, 14 de agosto de 1981) fue un director de orquesta austriaco de gran relevancia en el repertorio germánico, mayormente en obras de Mozart, Beethoven, Richard Wagner y Richard Strauss con las orquestas filarmónicas de Viena, Berlín y Dresde. Durante la década de 1960, apogeo del LP, rivalizó en cantidad de grabaciones con Georg Solti y Herbert von Karajan.

## Vida

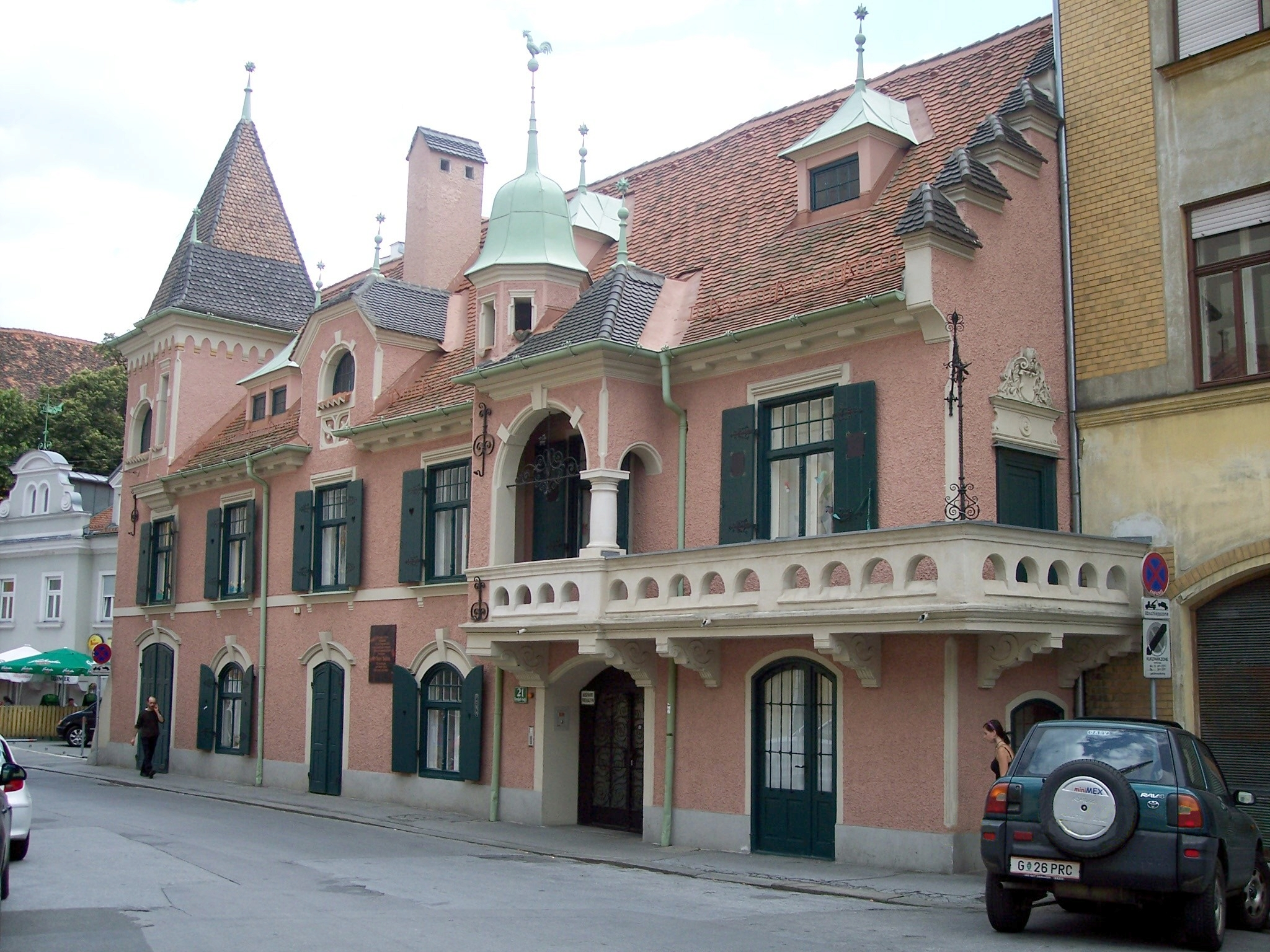
Böhm-Schlössl, placa conmemorativa en la casa, Graz

Karl Böhm nació en el seno de una familia acomodada. Si bien desde sus primeros años la música fue su verdadera vocación, siguiendo los deseos de su padre, que era abogado y que deseaba para él una profesión segura, estudió inicialmente derecho, obteniendo el doctorado en dicha materia. Al igual que sucedió con Strauss y con Furtwängler, los músicos alemanes no se dirigían a él como “Herr Generalmusikdirektor”, sino como “Herr Doktor”.
Con posterioridad a su doctorado, estudió música en el conservatorio de Graz y tras ello, teoría de la música, en Viena, con Eusebius Mandyczewski, gran amigo de Johannes Brahms y fue también discípulo de Karl Muck, que había sido un excelente y exigente director de la Orquesta Filarmónica de Viena, a la que se dice dirigió “con batuta de acero”. Estos dos maestros le introdujeron en el mundo del sonido de Wagner y de Brahms, si bien Böhm encontró más tarde por sí mismo otros caminos, fundamentalmente el de Mozart.

## Carrera
Tras haber trabajado como director asistente en la ópera de su ciudad natal, en 1921 y por recomendación de Muck, que reconoció de inmediato el talento de su alumno, fue contratado por Bruno Walter para trabajar en la Ópera Estatal de Baviera. En Múnich se desempeñó bajo la tutela de Walter, primero como cuarto director debutante, encargado del coro, pero en pocos años llegó a primer director. Posteriormente, en 1927 fue contratado por la Orquesta de Darmstadt, donde a pesar de su formación, comprensión y profundo amor por las obras clásicas, puso en escena obras de vanguardia de Alban Berg y de Paul Hindemith. En 1931 fue contratado por la Orquesta de Hamburgo, donde entró en contacto con Richard Strauss, cuyas óperas ya había dirigido en Múnich y Darmstadt.
La situación de las orquestas en Alemania, tras la llegada al poder del Partido Nazi, se podía considerar como caótica, como consecuencia del abandono del país por parte de sus directores, ante la alternativa a tener que afrontar discriminaciones de carácter político o racial. Tras el abandono del país, por estas razones, de Fritz Busch, Böhm fue llamado para sustituirle en la dirección de la Ópera de Dresde, entonces segunda en importancia de Alemania, tras la de Berlín. En ella dirigió varias orquestas, pero fundamentalmente la Staatskapelle, titular del teatro. Permaneció en el cargo cerca de nueve años y fue durante este tiempo cuando desarrolló su profunda amistad y colaboración con Richard Strauss, del que estrenó muchas de sus obras y del que ha sido considerado un extraordinario intérprete. 
En 1943 fue elegido director musical de la Staatoper, que a pesar de la guerra y por motivos propagandísticos del régimen nazi, continuó ofreciendo sus temporadas de ópera. A pesar de lo corto del período en que permaneció en este cargo, debido al desarrollo de la Segunda Guerra Mundial, Böhm hizo renacer esta institución, del bajo nivel en que había caído en los últimos años. 
Tras el fin de la guerra y de algunos años de inactividad, en los que se vio obligado a cumplir con un proceso de “desnazificación”, en 1951 obtuvo la dirección de la programación de ópera alemana del Teatro Colón de Buenos Aires, en aquella época uno de los más ricos y prestigiosos del mundo. En las temporadas del teatro 1951-53 dirigió catorce óperas de Wagner, Alban Berg, Bartok, Richard Strauss, Mozart, Stravinsky y Fidelio de Beethoven. Allí permaneció hasta 1953, preparándose así para retomar su antiguo cargo en Viena, mientras duraba la reconstrucción del teatro. 
En 1954 reinauguró la Ópera de Viena, que dirigió hasta 1956, año en que la abandonó, para consagrarse a su carrera internacional como director de orquesta, lo que le permitiría deshacerse de las responsabilidades de todo tipo que implicaban la dirección de una institución de ópera, con sus tareas administrativas, de manejo de personal, etc. Pronto fue elegido Director Invitado Principal de la Filarmónica de Viena, encargo que mantuvo hasta su muerte, contribuyendo a llevar esta orquesta a la cima mundial. Su colaboración fue extraordinariamente fructífera y fue quien la ha dirigido un mayor número de veces, tras el fin de la guerra y hasta nuestros días. 
Considerado universalmente como uno de los mejores directores del mundo, de su época, entre 1962 y 1976 actuó regularmente en diferentes producciones del Festival de Bayreuth. De esta colaboración quedan varias grabaciones importantes del repertorio wagneriano, como Tristan e Isolda (1966), El holandés errante (1971) y El Anillo del Nibelungo (1966-1967).
A lo largo de su dilatada carrera, y aparte de las ya mencionadas, dirigió en las principales salas de ópera y de concierto de todo el mundo, a las más prestigiosas orquestas, tales como las Filarmónicas de Berlín y de Viena, la Orquesta Sinfónica de Londres y dirigió regularmente en el Festival de Salzburgo. Su repertorio abarcó una amplia gama de autores tales como Wagner, Brahms, Bruckner, Schubert, Beethoven, Mozart, Richard Strauss, Berg y Schönberg, entre otros. 
De estos autores dirigió prácticamente la totalidad de la obra de Mozart, tanto orquestal como operística, varias óperas de Wagner, Ariadne auf Naxos, Die schweigsame Frau, Dafne, Der Rosenkavalier, Elektra, Arabella, Die Frau ohne Schatten y Salomé, todas de Richard Strauss. La ópera Fidelio y todas las sinfonías de Beethoven, Brahms, Bruckner y Schubert, así como las óperas Wozzeck y Lulu de Berg.
Se considera a Böhm como un claro simpatizante del Partido Nacionalsocialista Obrero Alemán, si bien no parece que nunca llegara a ser miembro del mismo. El 9 de noviembre de 1923 interrumpió un ensayo en Múnich, para poder observar el Putsch de la Cervecería (un golpe de Estado encabezado por Hitler que terminó en fracaso).
Tras una representación de la ópera Von Heute auf Morgen de Arnold Schönberg, mantuvo un fuerte enfrentamiento dialéctico con miembros de las ”Camisas Pardas” de las SA nazis, que habían atribuido la condición de judía a la mujer de Böhm y a los que advirtió que pondría el incidente en conocimiento del propio Hitler. Durante el tiempo en que fue director en Darmstadt y Hamburgo supuestamente se quejaba de que había “demasiados judíos” entre los músicos que trabajan con él. 
Lo que sí es cierto es que al comienzo de la anexión de Austria por Hitler, hizo el saludo nazi durante un concierto con la Filarmónica de Viena, paradójicamente violando las propias reglas nazis sobre los lugares en donde procedía llevar a cabo tal manifestación. Al parecer y tras el referéndum, controlado por los nazis para justificar la anexión, Böhm declaró que “cualquiera que no apruebe en un cien por ciento esta acción de nuestro Führer, no merece llevar el honorable nombre de alemán”. En agosto de 1944 fue incluido en la Gottbegnadeten-Liste.
A lo largo de su vida se le tributaron numerosos honores, entre otros el haber sido nombrado, en 1964, el primer Generalmusikdirector de Austria. Se mantuvo activo hasta pocos años antes de su muerte, dedicando la última parte de su vida a profundizar en el gran repertorio de la música alemana, con predilección por Mozart y Beethoven, del que grabó la edición integral de sus sinfonías.
Fue padre del actor Karlheinz Böhm, conocido principalmente por sus papeles como Francisco José I, en las películas del ciclo de Sissi y también en Peeping Tom, de Michael Powell.

## Estilo

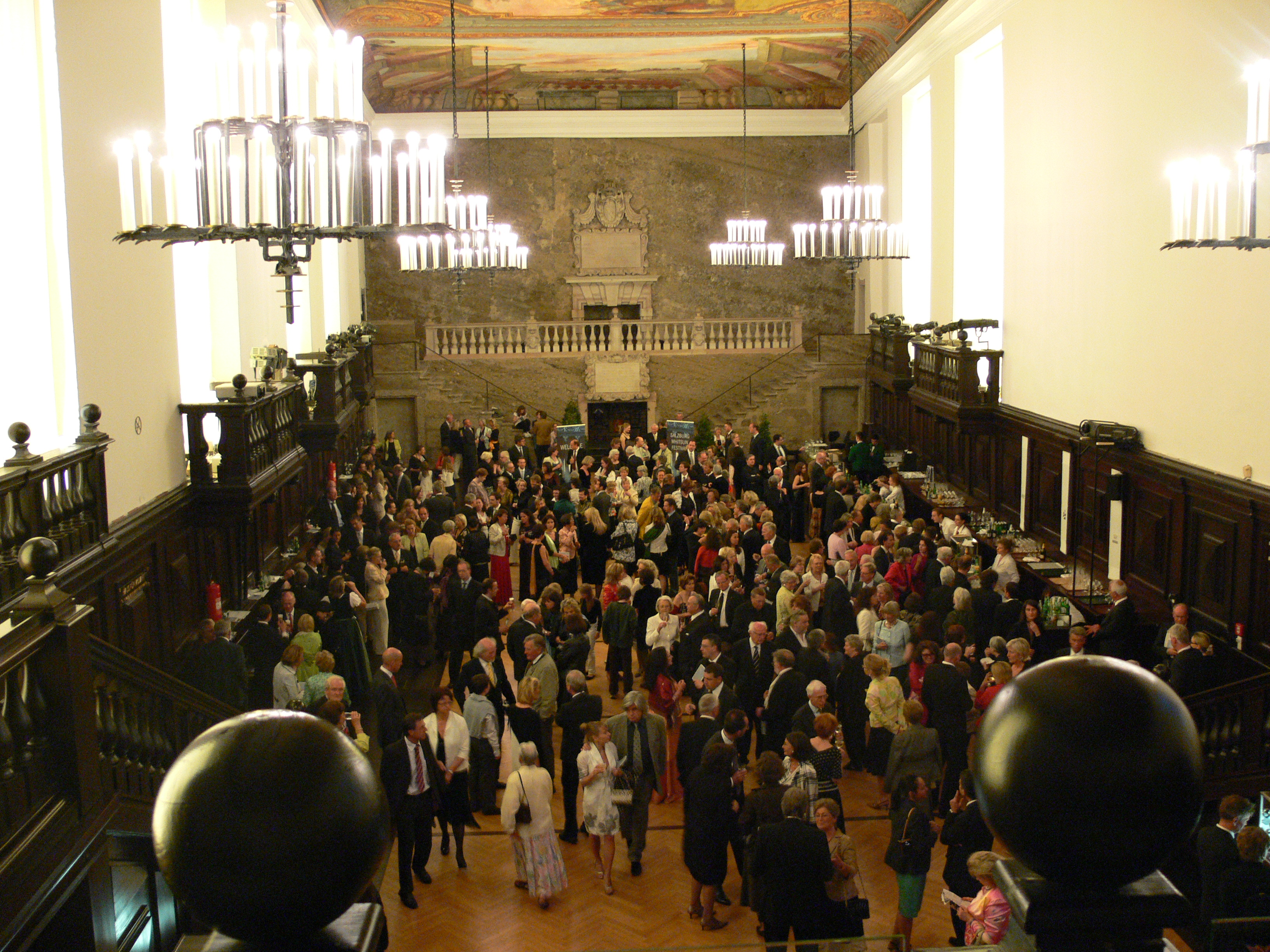
Karl-Böhm-Saal, Salzburg

Los críticos siempre subrayaron la precisión rítmica de la dirección de Böhm y se decía que con él, siempre se podía percibir el valor de las notas mientras otros entendían que dirigía con una batuta excesivamente “metronómica”, haciendo referencia a la exagerada precisión con que mantenía el ritmo. Sus autores favoritos fueron Mozart, Richard Strauss y Schubert. 
La música moderna no desempeñó un gran papel en el Böhm anciano, únicamente seguidor de las dos óperas de Alban Berg (Lulú y Wozzeck). En ocasiones, en sus programas aparecía la sinfonía Matías el pintor, de Hindemith; Schönberg le fue del todo ajeno; su Beethoven fue siempre referencial y en Bruckner alcanzó cotas muy notables al nivel de su colega Eugen Jochum, ocho años más joven y especialista en el compositor. Nunca pudo abrirse al universo mahleriano debido, según sus propias palabras, a que dicho compositor fue prohibido en tiempos del Tercer Reich y a que, más tarde, una enfermedad de sus ojos le impidió el estudio de sus partituras… Grabó la integral de las sinfonías de Mozart con la Filarmónica de Berlín y con la Filarmónica de Viena grabó sus últimos discos dedicados a este compositor. Böhm nunca tuvo un estilo mozartiano uniforme; su sensibilidad para las proporciones claras triunfó también para las representaciones de las óperas de Mozart, muy apreciadas por la crítica.
Sus actuaciones en Bayreuth en la década de los sesenta supusieron un gran cambio en el estilo sobrecargado y rimbombante de las interpretaciones anteriores del festival, introduciendo un modo ligero y fluido de interpretar a Wagner, poco patético y muy vigoroso, en sintonía con la labor de aligeración que había propugnado Wieland Wagner.

## Discografía

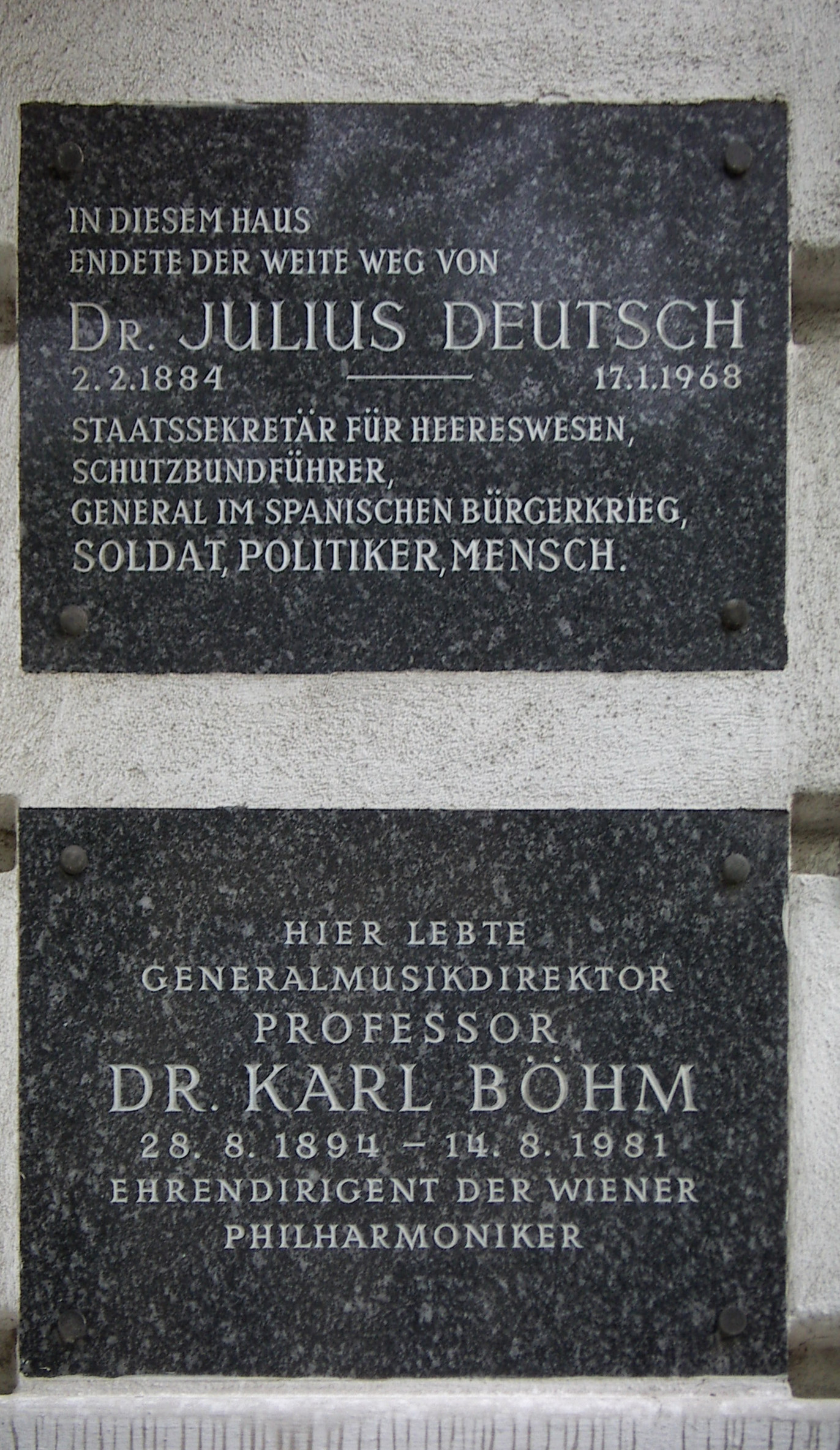
Placa conmemorativa en Viena

Sus grabaciones - sobre todo las realizadas para la Deutsche Grammophon desde 1953 (año de su primer álbum con este sello, la  Sinfonía n.º 5 de Beethoven con la Filarmónica de Berlín) y 1980 (el año de su última grabación, la novena de Beethoven con la Filarmónica de Viena) son el testimonio de un intérprete siempre atento, fiel a la partitura con humildad y pasión y, al mismo tiempo perfectamente lúcido y coherente en su relación con la orquesta, incluso en la vejez.
Incluso hoy en día se mantienen como puntos de referencia sus grabaciones de las sinfonías completas de Mozart y Schubert (ambas en Berlín en los años 1960), que permanecen continuamente en el catálogo de Deutsche Grammophon, un récord que comparten con sólo un puñado de registros de la firma. Muy valiosas e interesantes son sus grabaciones de Beethoven (Sinfonías n º 3, 5, 7 y la Missa Solemnis en Berlín entre 1953 y 1960, pero sobre todo la integral con la Filarmónica de Viena publicada en 1973, de la que, quizás la Heroica y la Pastoral representan los puntos más altos), y los tres últimos conciertos para piano y orquesta con el solista Maurizio Pollini y las cuatro sinfonías de Brahms (todas grabadas en Viena en 1976). 
También de Mozart, son ejemplares las grabaciones realizadas en Ámsterdam de algunas sinfonías a fines de los años 1950 (con la Orquesta del Concertgebouw), las dos grabaciones del Réquiem (por Philips en 1956 y la Deutsche Grammophon en 1971), las grandes serenatas ("Gran Partita", "Haffner" y "Posthorn") con la Filarmónica de Berlín y algunos conciertos para piano y orquesta (KV 595 con un inolvidable Emil Gilels, KV 365 para dos pianos con su hija Elena Gilels, KV 488 y KV 459 con Pollini) y los conciertos completos para instrumentos de viento y orquesta con la Filarmónica de Viena y los primeros atriles de la orquesta como solistas.
Algo olvidadas (y prácticamente imposibles de encontrar hoy en día) son sus grabaciones de Haydn: unas cuantas sinfonías (88, 89, 90, 91 y 92 "Oxford", además de la Sinfonía Concertante) y el oratorio "Las Estaciones ". Estas interpretaciones hacen lamentar que no hubiera afrontado la grabación de las últimas sinfonías de este autor. También es de lamentar que solo hubiera registrado cuatro de las sinfonías de Anton Bruckner: la tercera y cuarta (1974) para Decca y la Séptima y Octava para la DG (1977), todas ellas con la Filarmónica de Viena. 
Böhm fue un director que relativamente pocas veces en su larga carrera volvió a grabar su repertorio, a menos que la evolución de la tecnología permitiera un progreso real en la calidad de las propias grabaciones. Así fue con algunas obras sinfónicas muy queridas para él, grabadas a fines de los años 1950 aún en mono, y luego regrabadas en los años 1960 y finales de los años 1970 (Beethoven, Brahms y Richard Strauss, en particular) con la excepción de su amado Mozart, al que quiso volver en sus últimos años, pudiendo dejar solo las últimas seis sinfonías, además de la n.º 29 KV 201 y la música fúnebre masónica.
Una cumbre de la discografía de Karl Böhm, según es considerado por muchos críticos musicales, corresponde a la obra de Richard Strauss, de la que, de hecho, el director de Graz ha dejado evidencias notables, entre las que destaca una grabación espectacular de Also sprach Zarathustra (con la Filarmónica de Berlín en los años 1960) y dos de Ein Heldenleben (con la Staatskapelle Dresden en 1957 y con la Filarmónica de Viena en 1975).
En la ópera, la vasta discografía de Böhm (que incluye, en la práctica, casi todas las obras de Mozart, Wagner y Richard Strauss) ciertamente tiene sus picos en el registro de la Deutsche Grammophon de La flauta mágica, realizada en Berlín en 1960 con Fritz Wunderlich y Evelyn Lear, en su segunda grabación de Don Giovanni ("en vivo" en Salzburgo en 1976 con Sherrill Milnes en el papel principal), en el histórico Fidelio de Beethoven, grabado en Dresde en 1969 (protagonizada por Gwyneth Jones, James King y Theo Adam), el Tristán e Isolda de 1966 (con Birgit Nilsson, Christa Ludwig y Wolfgang Windgassen), en el Anillo de Wagner en Bayreuth 1966-67, y las inigualables interpretaciones de Strauss, especialmente Ariadne auf Naxos y La mujer sin sombra con Leonie Rysanek, en dos oportunidades (1955-1977) y en el Metropolitan de Nueva York. Su última grabación fue la versión cinematográfica de Elektra con Rysanek en el rol titular acompañada por Astrid Varnay.
Las grabaciones "en vivo" por Böhm (aparte de los testimonios incluidos en el catálogo de la Deutsche Grammophon, tales como el ya mencionado Don Giovanni o la novena sinfonía de Schubert registradas en Dresde en 1979) incluye una interesante serie de publicaciones de los sellos Orfeo y Audite, en lo que se refiere a la colaboración con la Radio de Baviera, el Festival de Salzburgo, la Orquesta Sinfónica de Viena y Orquesta de Radio Colonia, entre otros.